# Erdozáin
Erdozáin (Erdotzain en euskera y cooficialmente) es un lugar habitado perteneciente al municipio de Lónguida (Navarra), cuya capital es Aós, dentro del partido judicial de Aoiz, en la Merindad de Sangüesa. El 25 de octubre de 1990 fue extinguido como concejo a causa de estar parcialmente deshabitada.

## Geografía
Limita con Olaverri, al norte, con Villaveta y Olleta, al sur, con Aoiz, al este, y con Acotáin, al oeste. Está a unos 3 km de Ecay, a unos 5 km de Aoiz, y a unos 30 km de la capital, Pamplona.

### Topónimo
Según Mikel Belasko, el significado guarde relación con la propiedad de una persona llamada Erdoz, o Erdotius, según él mismo indica citando a Julio Caro Baroja. El sufijo -ain, habitual en varios topónimos de Navarra, indicaría tal propiedad.

## Historia
Fue antiguo lugar de señorío realengo que en 1280 debía una pecha anual de 1 cahiz y medio de trigo y 3 cahices 3 robos de cebada y avena. Parece que no tuvo efecto la cesión del patronato de su iglesia por Carlos III a Santa María de Roncesvalles (1411).
Hasta la primera mitad del siglo XIX se gobernaba por el diputado del valle de Lónguida y un regidor del pueblo elegido entre los vecinos. En 1847 compartía la escuela con Olaverri; el maestro percibía 50 robos de trigo al año. Sólo tenía caminos locales y recibía el correo desde Aoiz. Había un molino harinero. A comienzos de nuestro siglo se formó una caja rural.

## Monumentos
Parroquia de San Salvador, pequeña iglesia de principios del siglo XIII. Es un edificio construido dentro de la tradición románica, con nave única, una cabecera recta y torre a los pies.  
En su interior se conservaba una talla románica de la Virgen con el Niño y otra gótica de San Gregorio, procedente de una ermita cercana. La cruz parroquial que tenía, estaba decorada con el Tetramorfos, y se fechaba en el siglo XVI. 
Palacio Cabo de Armas: La localidad mantiene asimismo restos de construcciones palacianas, con arcos de medio punto y conopiales, adornos de bolas y granadas que la remontan a comienzos del siglo XVI. 
También se observan en otras casas elementos tardogóticos.
Hórreo del Palacio Cabo de Armas: Dentro del recinto del antiguo palacio cabo de armería, y declarado Bien de Interés Cultural con fecha 24 de mayo de 1993 (RI-51-0008227) hay un renovado hórreo.

Monumentos y vistas de Erdozáin
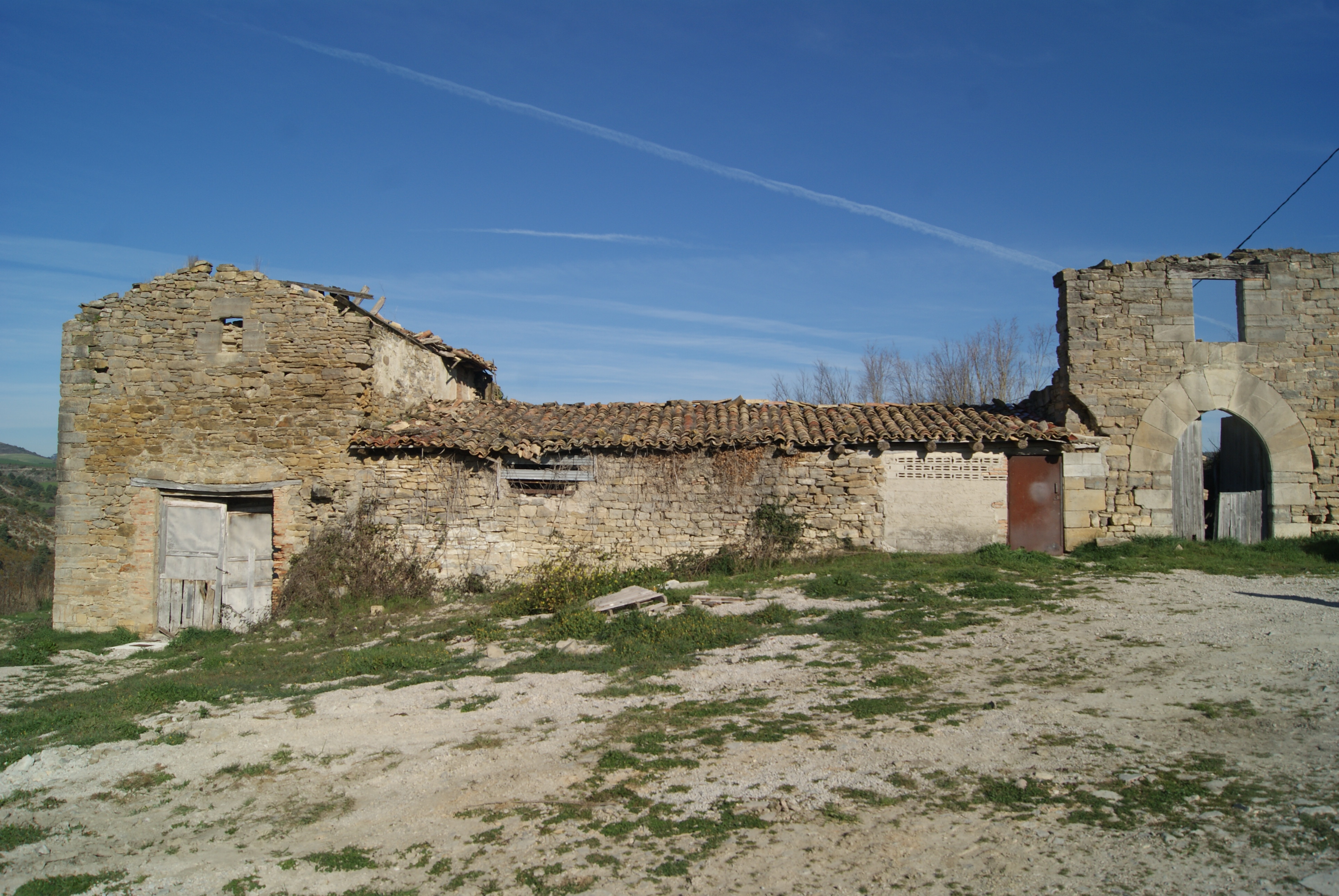
Palacio de Cabo de Armería
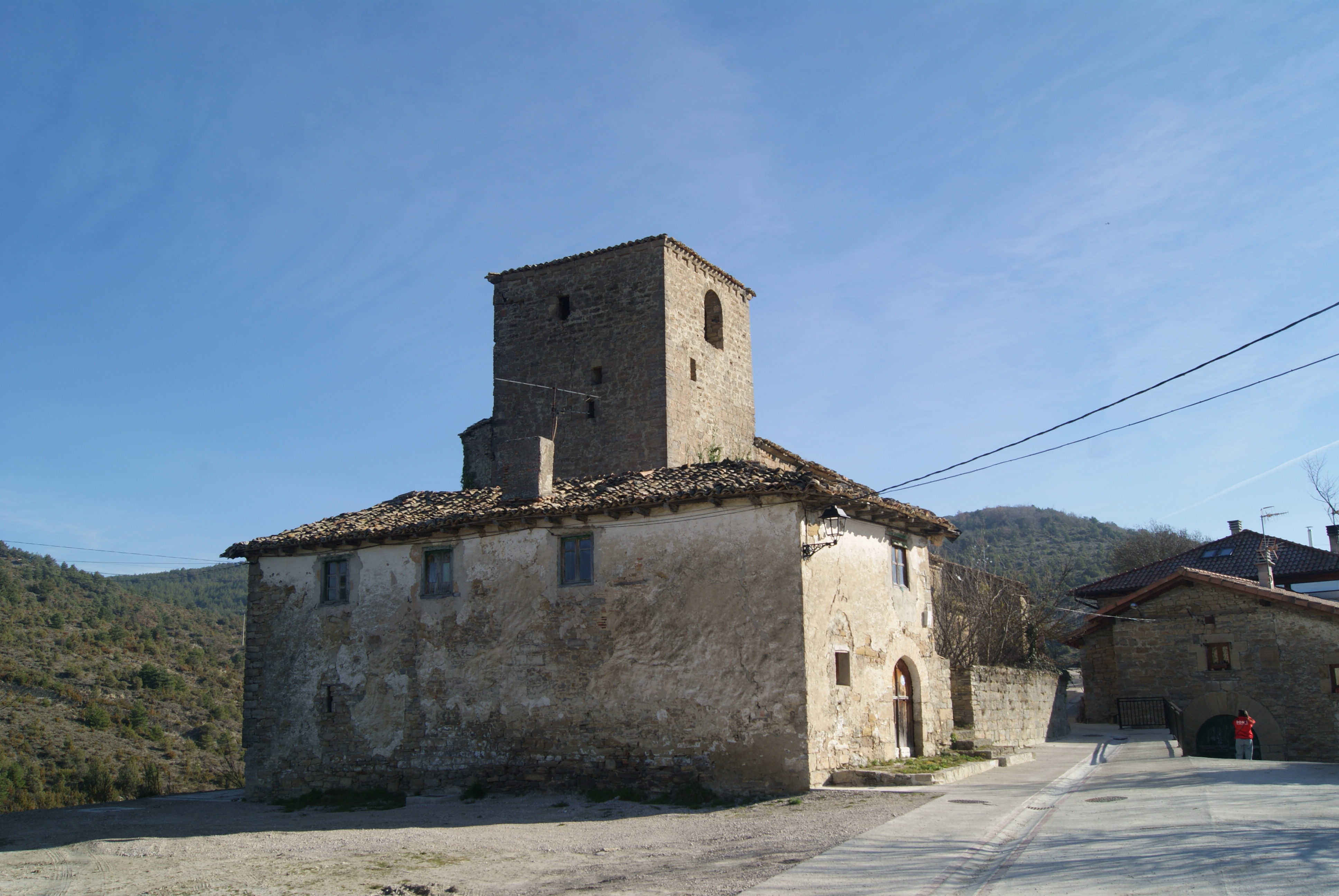
Iglesia del Salvador
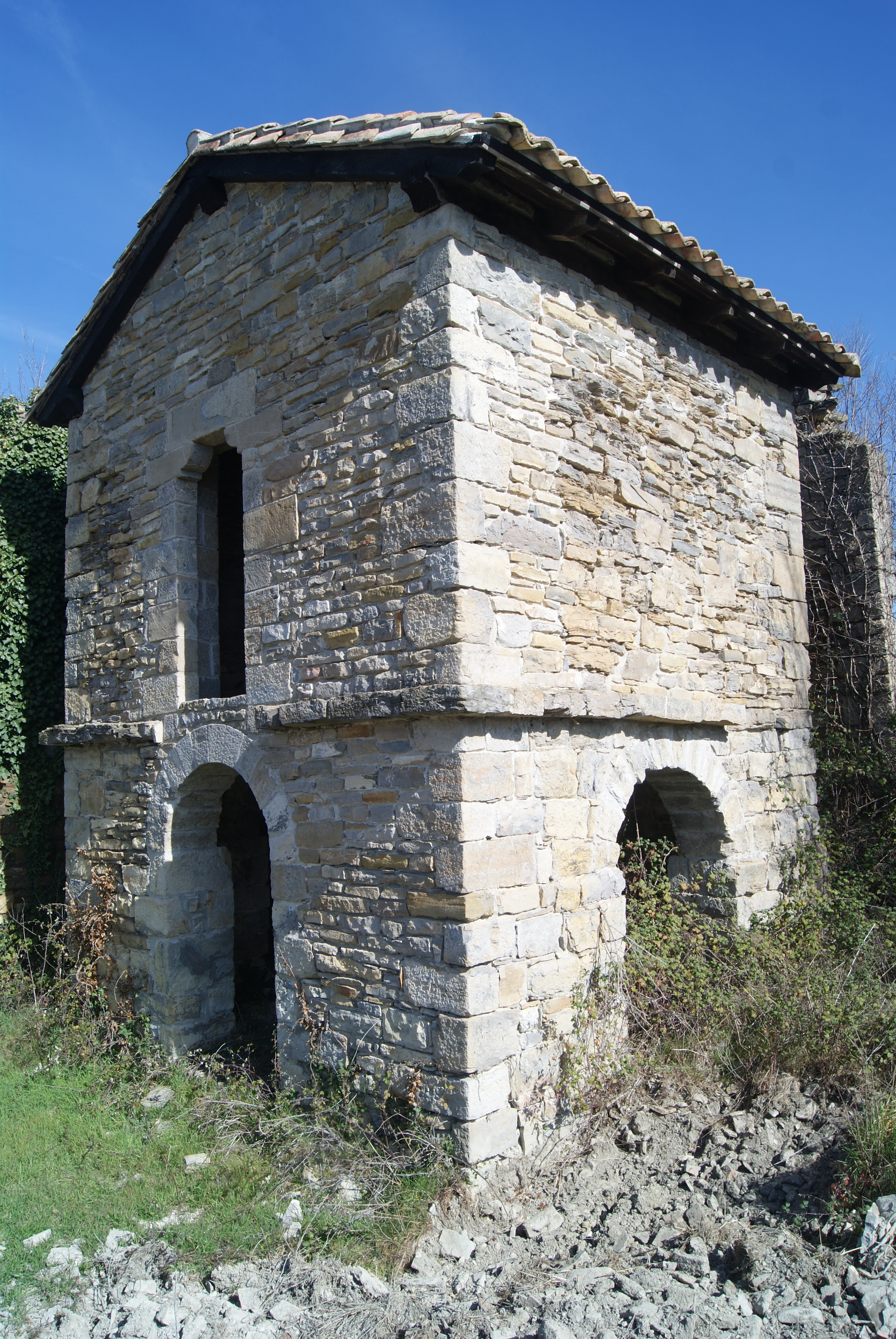
Hórreo del Palacio de Cabo de Armas
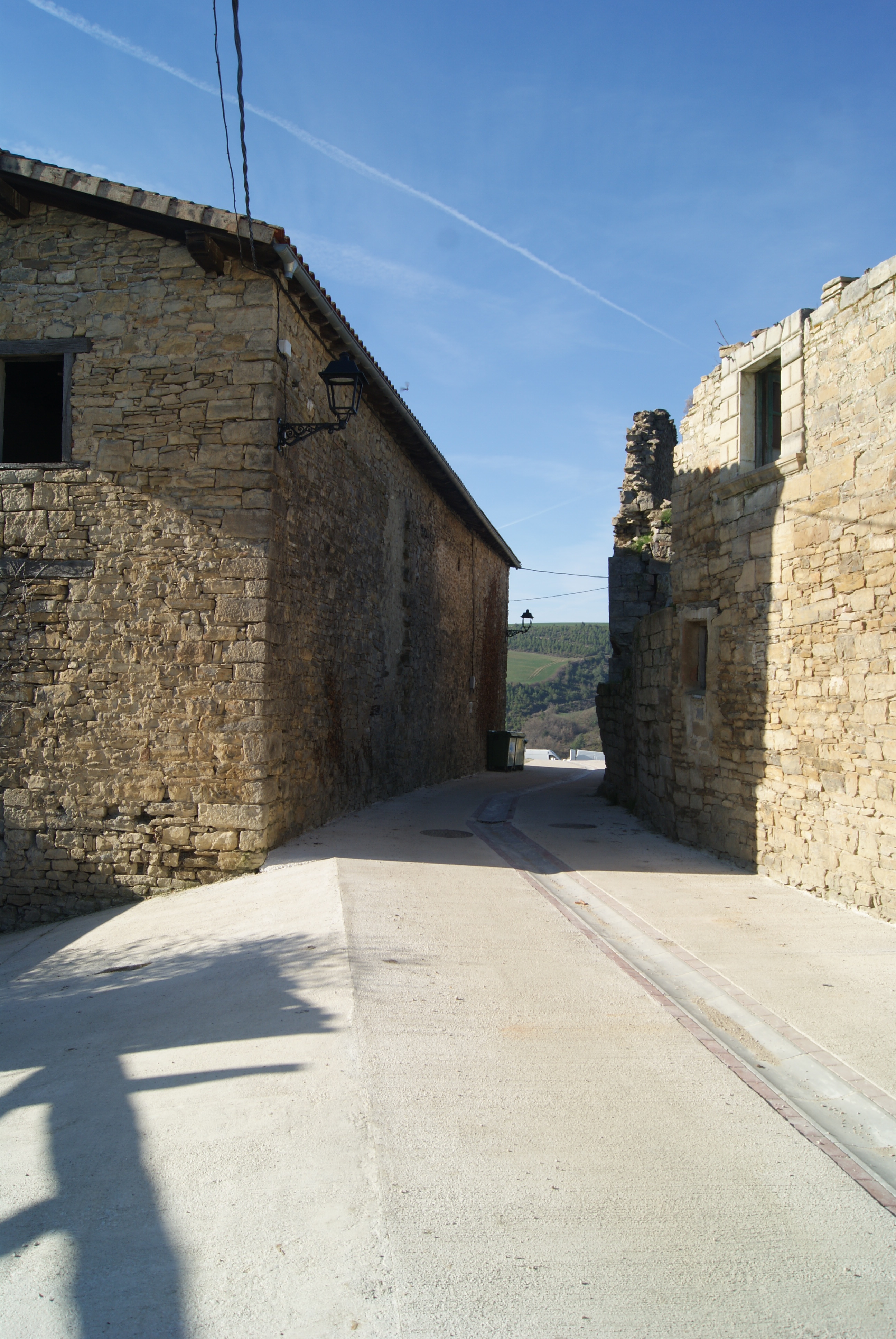
Calle de Erdozáin
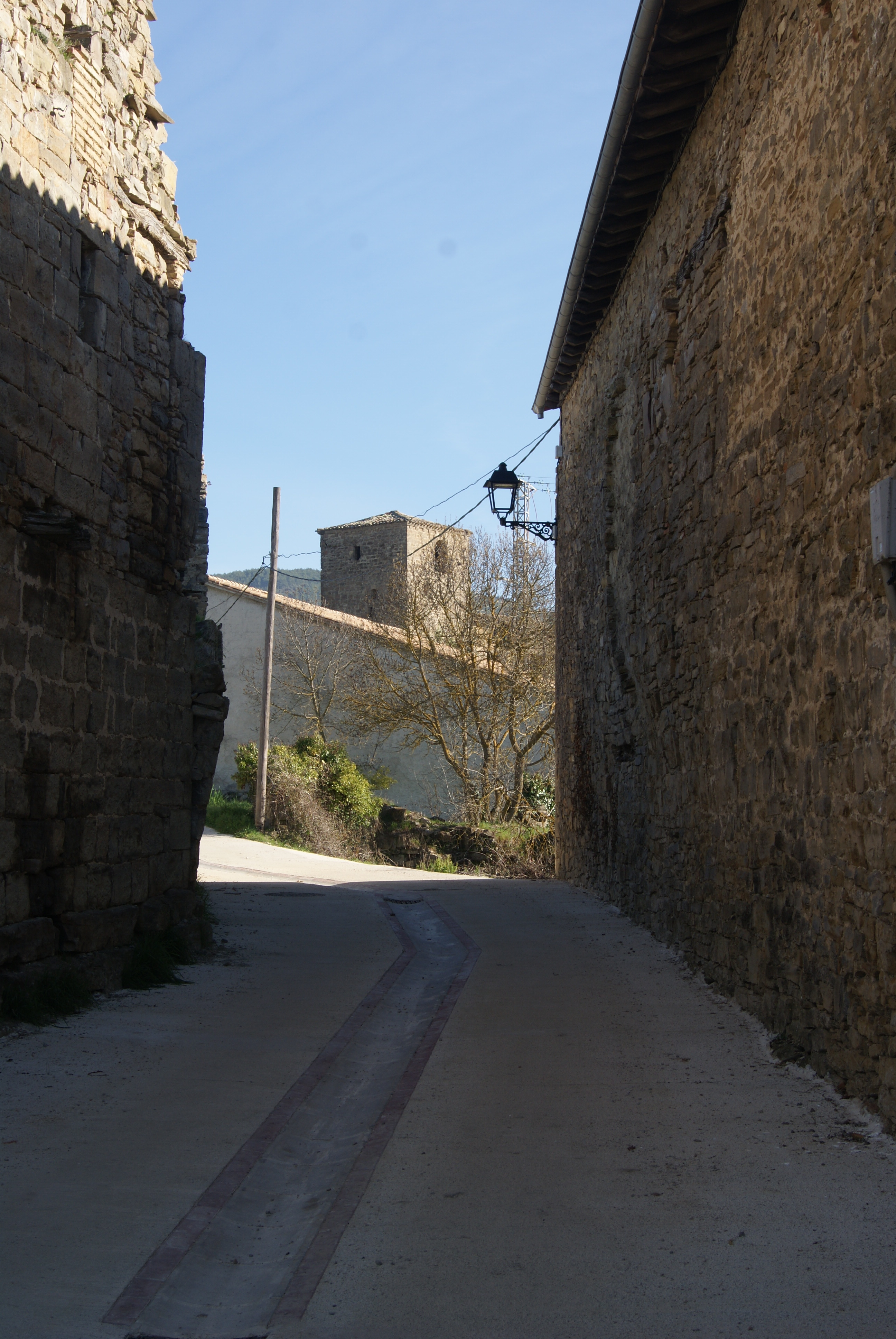
Vista de la iglesia

## Heráldica
Como solar de origen del apellido Erdozáin, son varias las fuentes que así lo sitúan, al tiempo que describen su blasonamiento como sigue:
En oro, dos fajas rojas.
O por otra parte:
En lata, una barra roja, diapresada de azul.